# Vibrac (Charente)
Vibrac település Franciaországban, Charente megyében. Lakosainak száma 294 fő (2022. január 1.). Vibrac Angeac-Charente, Moulidars, Saint-Simon és Mosnac-Saint-Simeux községekkel határos.

## Népesség
A település népessége az elmúlt években az alábbi módon változott:
| Lakosok száma | 246  | 232  | 223  | 290  | 301  | 298  | 287  | 283  | 284  | 294  |
|               | 1968 | 1982 | 1990 | 2006 | 2013 | 2015 | 2017 | 2019 | 2020 | 2022 |